# Stefan Breuer
Stefan Breuer (* 9. Dezember 1948 in Eisenach) ist ein deutscher Soziologe.

## Leben
Stefan Breuer studierte Politikwissenschaft, Geschichte und Philosophie an den Universitäten Mainz, München und Berlin. Nach Promotion und Habilitation war er Professor für Soziologie, zunächst an der Hamburger Universität für Wirtschaft und Politik (HWP), die ab 2005 als Department Wirtschaft und Politik (DWP) der Universität Hamburg unterstellt wurde, seit 2009 Fachbereich Sozialökonomie. Seit dem Frühjahr 2014 ist er emeritiert.
Breuer arbeitet u. a. ideengeschichtlich und ist neben Dirk Kaesler, Johannes Weiß und Wolfgang Schluchter einer der profiliertesten Kenner der Schriften Max Webers. Er wurde insbesondere durch seine Arbeiten zur politischen Rechten zwischen 1871 und 1945 bekannt, unter denen sich auch seine Kritik von Armin Mohlers Konstrukt der sogenannten „Konservativen Revolution“ befindet.
Sein Großvater mütterlicherseits war Albert Jordan, seit 1920 Inhaber des Hotels Rautenkranz in Eisenach.

## Schriften (Auswahl)
- Max Weber in seiner Zeit. Politik, Ökonomie und Religion 1890–1920. Harrassowitz Verlag, Wiesbaden 2022, ISBN 978-3-447-11764-7.
- Ausgänge des Konservatismus in Deutschland. wbg Academic, Darmstadt 2021, ISBN 978-3-534-27307-2.
- Die nordische Bewegung in der Weimarer Republik. Harrassowitz Verlag, Wiesbaden 2018, ISBN 978-3-447-11019-8.
- Kritische Theorie.Schlüsselbegriffe, Kontroversen, Grenzen Mohr Siebeck, Tübingen 2016, ISBN 978-3-16-154610-5.
- Der charismatische Staat: Ursprünge und Frühformen staatlicher Herrschaft. Wissenschaftliche Buchgesellschaft, Darmstadt 2014, ISBN 978-3-534-26459-9.
- Carl Schmitt im Kontext: Intellektuellenpolitik in der Weimarer Republik. Akademie-Verlag, Berlin 2012, ISBN 978-3-05-005943-3.
- „Herrschaft“ in der Soziologie Max Webers. Harrassowitz, Wiesbaden 2011, ISBN 978-3-447-06606-8.
- mit Maurizio Bach: Faschismus als Bewegung und Regime: Italien und Deutschland im Vergleich. VS, Wiesbaden 2010, ISBN 978-3-531-17369-6.
- Die radikale Rechte in Deutschland 1871–1945: Eine politische Ideengeschichte. Reclam, Stuttgart 2010, ISBN 978-3-15-018776-0.
- mit Ina Schmidt: Die Kommenden: Eine Zeitschrift der Bündischen Jugend (1926–1933). Wochenschau-Verlag, Schwalbach am Taunus 2009, ISBN 3-89974-529-9.
- Die Völkischen in Deutschland. Kaiserreich und Weimarer Republik. Wissenschaftliche Buchgesellschaft, Darmstadt 2008, ISBN 978-3-534-21354-2.
- mit Andreas Anter: Max Webers Staatssoziologie. Positionen und Perspektiven. Nomos, Baden-Baden 2007, ISBN 978-3-8329-2773-8.
- Max Webers tragische Soziologie: Aspekte und Perspektiven. Mohr Siebeck, Tübingen 2006, ISBN 3-16-148856-3.
- hrsg. mit Ina Schmidt: Ernst Jünger – Friedrich Hielscher: Briefe 1927–1985. Klett-Cotta, Stuttgart 2005, ISBN 3-608-93617-3.
- Nationalismus und Faschismus: Frankreich, Italien und Deutschland im Vergleich. Wissenschaftliche Buchgesellschaft, Darmstadt 2005, ISBN 3-534-17994-3.
- Moderner Fundamentalismus. Philo, Berlin/Wien 2002, ISBN 3-8257-0319-3.
- Ordnungen der Ungleichheit – die deutsche Rechte im Widerstreit ihrer Ideen 1871–1945. Wissenschaftliche Buchgesellschaft, Darmstadt 2001, ISBN 3-534-15575-0.
- Georg Jellinek und Max Weber: von der sozialen zur soziologischen Staatslehre. Nomos, Baden-Baden 1999, ISBN 3-7890-6107-7.
- Grundpositionen der deutschen Rechten 1871–1945. Edition diskord, Tübingen 1999, ISBN 3-89295-666-9.
- Der Staat. Entstehung, Typen, Organisationsstadien. Rowohlt, Reinbek bei Hamburg 1998, ISBN 3-499-55593-X
- Ästhetischer Fundamentalismus. Stefan George und der deutsche Antimodernismus. Primus, Darmstadt 1995, ISBN 3-89678-003-4.
- Anatomie der konservativen Revolution. Wissenschaftliche Buchgesellschaft, Darmstadt 1995, ISBN 3-534-11802-2.
- Bürokratie und Charisma: zur politischen Soziologie Max Webers. Wissenschaftliche Buchgesellschaft, Darmstadt 1994, ISBN 3-534-12336-0.
- Die Gesellschaft des Verschwindens. Von der Selbstzerstörung der technischen Zivilisation. Rotbuch, Hamburg 1992, ISBN 3-88022-379-3.
- Aspekte totaler Vergesellschaftung. Ça ira, Freiburg im Breisgau 1985, ISBN 3-924627-03-7.
- hrsg. mit Hubert Treiber: Zur Rechtssoziologie Max Webers: Interpretation, Kritik, Weiterentwicklung. Westdeutscher Verlag, Opladen 1984, ISBN 3-531-11706-8.
- Sozialgeschichte des Naturrechts. Westdeutscher Verlag, Opladen 1983, ISBN 3-531-11631-2 (Habilitationsschrift).
- Die Krise der Revolutionstheorie. Negative Vergesellschaftung und Arbeitsmetaphysik bei Herbert Marcuse. Frankfurt am Main 1977, ISBN 3-8108-0038-4 (Dissertation, FU Berlin, 1977).